# مصر في كأس الأمم الإفريقية 2021
شارك منتخب مصر لكرة القدم في كأس الأمم الأفريقية 2021 التي نظّمتها الكاميرون من 9 يناير حتى 6 فبراير 2022. كانت هذه المُشاركة الخامسة والعشرين للفراعنة بقيادة كارلوس كيروش.
خسرَ المُنتخب المصري النهائي ب4–2 بركلات الترجيح أمام السنغال بعد انتهاء الوقت الأصلي والإضافي بالتعادل السلبي 0–0.

## دور المجموعات
| 11 يناير 2022        | نيجيريا          | 1–0   | مصر | غاروا، الكاميرون                                       |
| 17:00 ت.غ.أ. (ت ع+1) | - إيهياناتشو 30' | تقرير |     | الملعب: ملعب رومدي أدجيا الحكم: باكاري غاساما (غامبيا) |

| 15 يناير 2022 | غينيا بيساو | 0–1   | مصر        | غاروا، الكاميرون                                                  |
| 20:00         |             | تقرير | - صلاح 69' | الملعب: ملعب رومدي أدجيا الحكم: باسيفيك ندابيهاوينيمانا (بوروندي) |

| 19 يناير | مصر              | 1–0   | السودان | ياوندي، الكاميرون                                       |
| 20:00    | - عبد المنعم 35' | تقرير |         | الملعب: ملعب أحمدو أهيدجو الحكم: جوشوا بوندو (بوتسوانا) |

## دور خروج المغلوب

### ثمن النهائي
| 26 يناير 2022                           | ساحل العاج   | 0–0 (ب.و.إ.) (4–5 ج)                        | مصر | دوالا، الكاميرون                                                              |
| 17:00 ت.غ.أ. (ت ع م+01:00)              |              | تقرير                                       |     | الملعب: ملعب جابوما الحكم: جان جاك ندالا نغامبو (جمهورية الكونغو الديمقراطية) |
|                                         | ركلات الجزاء |                                             |     |                                                                               |
| - بيبي - سنجاري - بايلي - كورنيه - زاها |              | - زيزو - السولية - كمال - عبد المنعم - صلاح |     |                                                                               |

### ربع النهائي
| 30 يناير 2022 | مصر                        | 2–1 (ب.و.إ.) | المغرب            | ياوندي، الكاميرون                                      |
| 16:00 | - صلاح 53' - تريزيجيه 100' | تقرير        | - بوفال 7' (ركل.) | الملعب: ملعب أحمدو أهيدجو الحكم: ماجيتي نداي (السنغال) |
| ملاحظة: كان من المُقرر أن تُقام المباراة على ملعب أوليمبي في ياوندي، لكنها نُقلت إلى ملعب أحمدو أهيدجو بسبب كارثة ملعب أوليمبي. |                            |              |                   |                                                        |

### نصف النهائي
في نصف النهائي، واجه الفراعنة الكاميرون (الدولة المضيفة). انتهت المُباراة بوقتها الأصلي والإضافي بالتعادل السلبي 0–0، وحُسمت لصالح الفراعِنة ب3–1 بركلات الترجيح. على الجانب المصري، سجل زيزو وعبد المنعم ولاشين. في المُقابل، نجح فقط فينسنت أبو بكر في تسجيل الركلة الأولى للكاميرون، وتصدَّى محمد أبو جبل لركلات كل من هارولد موكودي وجيمس ليا سيليكي، قبلَ أن يُسدد كلينتون نجيه خارج المرمى. كما شَهدت المُباراة طرد كارلوس كيروش قبل الوقت الإضافي، لذلك سيُقاف في النهائي.
| 3 فبراير                               | الكاميرون    | 0–0 (ب.و.إ.) (1–3 ج)        | مصر | ياوندي، الكاميرون                                  |
| 20:00 ت.غ.أ. (ت ع م+01:00)             |              | تقرير                       |     | الملعب: ملعب أوليمبي الحكم: باكاري غاساما (غامبيا) |
|                                        | ركلات الجزاء |                             |     |                                                    |
| - أبو بكر - موكودي - ليا سيليكي - نجيه |              | - زيزو - عبد المنعم - مصطفى |     |                                                    |

### النهائي
بلغتْ مصر النهائي لتواجه السنغال، الذي خسر نهائي النسخة السابقة. في بداية المباراة، احتُسبت ركلة جزاء للسنغال تصدى لها جباسكي. انتهت المباراة بوقتها الأصلي والإضافي بالتعادل السلبي 0–0، ثُم انتقلت لركلات الترجيح. سدد مُحمد عبد المنعم ركلة الجزاء الثانية لمصر لكنها ارتطمت بالقائم، وبعدها تصدى جباسكي لركلة بونا سار لتُصبح النتيجة 2–2. التسديدة الرابعة لمصر سددها مهند لاشين وتصدَّى لها إدوارد ميندي. ثُم نجح ساديو ماني في تسجيل الرَّكلة الخامسة للسنغال لتفوز الأخيرة باللقب على حساب مصر.
| 6 فبراير 2022                           | السنغال      | 0–0 (ب.و.إ.) (4–2 ج)               | مصر | ياوندي، الكاميرون                                       |
| 20:00                                   |              | تقرير                              |     | الملعب: ملعب أوليمبي الحكم: فيكتور جوميز (جنوب أفريقيا) |
|                                         | ركلات الجزاء |                                    |     |                                                         |
| - كوليبالي - ديالو - سار - ديانغ - ماني |              | - زيزو - عبد المنعم - حمدي - لاشين |     |                                                         |

## الإحصائيات

### الهدافين
| اللاعب          | عدد الأهداف | الخصوم                         |
| --------------- | ----------- | ------------------------------ |
| محمد صلاح       | 2           | - غينيا بيساو (1) - المغرب (1) |
| محمد عبد المنعم | 1           | - السودان                      |
| محمود تريزيجيه  | 1           | - المغرب                       |